# Az Új csaj epizódjainak listája
Az Új csaj (eredeti címén New Girl) egy amerikai szitkom televíziós sorozat, ami 2011. szeptember 20-án debütált a Fox-on. A sorozat alkotója Elizabeth Meriwether. A történet egy szokatlan tanár, Jess (Zooey Deschanel) élete körül forog, miután elköltöztt egy LA lakásba három férfi mellé, Nick (Jake Johnson), Schmidt (Max Greenfield) és Winston (Lamorne Morris). Jess legjobb barátja Cece (Hannah Simonne) és Coach (Damon Wayarns Jr.) szintén főszereplőként jelennek meg. A sorozatban komédia és dráma elemek vannak összekerve, ahogyan a karakterek, akik a korai harmincas éveikben vannak, megküzdenek a lejáró kapcsolatokkal és a karrier választásokkal. Az epizódok leírásai a PORT.hu-ról származnak.

## Évados áttekintés
| Évad | Évad | Részek száma | Részek száma | Eredeti sugárzás     | Eredeti sugárzás | Eredeti adó | Magyar sugárzás    | Magyar sugárzás    | Magyar adó            |
| Évad | Évad | Részek száma | Részek száma | Évadbemutató         | Évadzáró         | Eredeti adó | Évadbemutató       | Évadzáró           | Magyar adó            |
| ---- | ---- | ------------ | ------------ | -------------------- | ---------------- | ----------- | ------------------ | ------------------ | --------------------- |
|      | 1.   | 24           | 24           | 2011. szeptember 20. | 2012. május 8.   | Fox         | 2015. október 23.  | 2015. december 10. | RTL II                |
|      | 2.   | 25           | 25           | 2012. szeptember 25. | 2013. május 14.  | Fox         | 2016. március 24.  | 2016. május 2.     | RTL II                |
|      | 3.   | 23           | 23           | 2013. szeptember 17. | 2014. május 6.   | Fox         | 2016. május 3.     | 2016. június 6.    | RTL II                |
|      | 4.   | 22           | 22           | 2014. szeptember 16. | 2015. május 5.   | Fox         | 2017. október 17.  | 2017. november 15. | RTL II                |
|      | 5.   | 22           | 22           | 2016. január 5.      | 2016. május 10.  | Fox         | 2017. december 29. | 2018. január 8.    | Comedy Central Family |
|      | 6.   | 22           | 22           | 2016. szeptember 20. | 2017. április 4. | Fox         | 2018. május 26.    | 2018. október 13.  | Comedy Central Family |
|      | 7.   | 8            | 8            | 2018. április 10.    | 2018. május 22.  | Fox         | 2018. december 1.  | 2018. december 8.  | Comedy Central Family |

## Epizódok

### Első évad (2011-12)
| Sor. | Év. | Cím                                       | Rendező           | Író                                                                             | Premier                                 | Nézettség |
| --- | --- | ----------------------------------------- | ----------------- | ------------------------------------------------------------------------------- | --------------------------------------- | --------- |
| 1. | 1.  | Nagy kihívás (Pilot)                      | Jake Kasdan       | Elizabeth Meriwether                                                            | 2011. szeptember 20. 2015. október 23.  | 10.28     |
| Jess tanárnő hat év után szakít barátjával, Spencerrel. A szétszórt és egy kissé különös tanárnő beköltözik három egyedülálló férfi mellé negyedikként egy lakásba. Lakótársai Nick, a jogi egyetemet félbehagyó pultos, Schmidt, a bosszantó stílusú nőcsábász és Winston, a személyi edző. Jesse bevackolja magát a nappaliba, sír-sír-sír, és a Dirty Dancinget néz - végtelenítve. |     |                                           |                   |                                                                                 |                                         |           |
| 2. | 2.  | Nagyképernyős támadás (Kryptonite)        | Jake Kasdan       | Elizabeth Meriwether                                                            | 2011. szeptember 27. 2015. november 10. | 9.28      |
| Nick és Schmidt segítenek Jesse-nek elhozni a cuccait az exétől, legfőképpen a nagyképernyős tévét, mivel Jesse véletlenül összetöri a fiúk tévéjét. Visszaérkezik Winston is, aki eddig külföldön kosarazott. Jesse úgy érzi, képtelen szembenézni Spencerrel, de a fiúk ott vannak mögötte, erősítésként.                                                                            |     |                                           |                   |                                                                                 |                                         |           |
| 3. | 3.  | Színjáték (Wedding)                       | Jason Winer       | Donick Cary                                                                     | 2011. október 4. 2015. november 11.     | 8.65      |
| Attól tartva, hogy találkozik volt barátnőjével, Nick arra kéri Jesse-t, kísérje el egy esküvőre, és játssza el, hogy a barátnője, mert még nem tette túl magát a szakításon, és nem akarja, hogy volt barátnője lássa, mennyire elesett. |     |                                           |                   |                                                                                 |                                         |           |
| 4. | 4.  | Rosszkor, rossz helyen (Naked)            | Jake Kasdan       | J. J. Philbin                                                                   | 2011. november 1. 2015. november 12.    | 7.42      |
| Jess rányit a meztelen Nickre, aki ettől frászt kap, és az önbizalma csak akkor áll helyre, amikor csinos munkatársa beleegyezik, hogy randizzanak. Ám a randi nem sikerül valami jól, Nicknek folyton magyarázkodni kell. A második randin sem segít, hogy Jesse épp az ágy mellett lapul.                                                                                            |     |                                           |                   |                                                                                 |                                         |           |
| 5. | 5.  | Árulkodó jelek (Cece Crashes)             | John Hamburg      | Rachel Axler                                                                    | 2011. november 8. 2015. november 13.    | 6.84      |
| Jess barátnője, a modell Cece egy ronda szakítás után befészkeli magát Jesshez. A fiúknak csorog a nyáluk a bombázó láttán. Cece próbálja meggyőzni Jesst, hogy Nick számára sokkal több egyszerű lakótársnál. Jess figyelni kezdi a Cece által leírt jeleket. |     |                                           |                   |                                                                                 |                                         |           |
| 6. | 6.  | Kaotikus hálaadás (Thanksgiving)          | Miguel Arteta     | Berkley Johnson                                                                 | 2011. november 15. 2015. november 16.   | 6.91      |
| Jess meghívja barátját, a zenetanár Pault, hogy töltse náluk a hálaadást. Megkéri a fiúkat, hogy viselkedjenek, mert mindig is tetszett neki a fiú, ezért örülne, ha összejönnének. Már maga a pulyka elkészítése is káoszba dönti a lakást, nem beszélve a fiúk viselkedéséről. |     |                                           |                   |                                                                                 |                                         |           |
| 7. | 7.  | Őstehetség (Bells)                        | Peyton Reed       | Luvh Rakhe                                                                      | 2011. november 29. 2015. november 17.   | 7.59      |
| Jess féltékeny lesz Winstonra, amikor a fiú csatlakozik a csengettyűs bandához, és sokkal jobban lenyűgözi a problémás gyerekeket, mint ő. Nick és Schmidt csatáznak, amikor elromlik a wécé, és mindkettejüknek más meglátása van arról, hogy ki javítsa meg. |     |                                           |                   |                                                                                 |                                         |           |
| 8. | 8.  | Konzultáció (Bad in Bed)                  | Jesse Peretz      | Josh Malmuth                                                                    | 2011. december 6. 2015. november 18.    | 6.79      |
| Amikor Jess úgy dönt, hogy magasabb szintre emelné kapcsolatát Paullal, tanácsokat kér a fiúktól, mit tegyen, hogy jó legyen az ágyban. Schmidt eközben bekönyörgi magát felettese babaváró partijára, és lenyűgöz mindenkit. |     |                                           |                   |                                                                                 |                                         |           |
| 9. | 9.  | A fecsegő (The 23rd)                      | Jason Winer       | Donick Cary                                                                     | 2011. december 13. 2015. november 19.   | 6.82      |
| A társaság elmegy Schmidt irodai évzáró partijára. Jess megijed, amikor Paultól drága ajándékot kap. Nick kikotyogja Paulnak, hogy Jess nem akarja tovább folytatni a kapcsolatukat, amivel kínos helyzetbe hozza a lányt. |     |                                           |                   |                                                                                 |                                         |           |
| 10. | 10. | Meglepetés szülinap (The Story of the 50) | Troy Miller       | Luvh Rakhe                                                                      | 2012. január 17. 2015. november 20.     | 6.97      |
| Schmidt tervezget a 29. szülinapi bulijára, ám a tervei dugába dőlnek. Jess veszi kezébe a partiszervezést, és olyan bulit hoz össze, amilyen még nem volt. Sztriptíztáncost is rendel. |     |                                           |                   |                                                                                 |                                         |           |
| 11. | 11. | Jess és Julia (Jess and Julia)            | Jake Kasdan       | Történet: Luvh Rakhe Forgatókönyv: Elizabeth Meriwether és Luvh Rakhe           | 2012. január 31. 2015. november 23.     | 7.29      |
| Amikor Julia meg szeretné határozni addig spontán kapcsolatukat, Nick bepánikol. Eközben Jess Julia segítségével próbál a bíróságon megszabadulni egy parkolási bírságtól. Winston felhívja egy korábbi barátnőjét, Shelbyt, és rájön, hogy bolond módon nem becsülte meg eléggé. Schmidt zsémbes, mert mindig nedves a törölközője.                                                   |     |                                           |                   |                                                                                 |                                         |           |
| 12. | 12. | A házmester (The Landlord)                | Peyton Reed       | Történet: Joe Port és Joe Wiseman Forgatókönyv: Berkley Johnson és Josh Malmuth | 2012. február 7. 2015. november 24.     | 6.83      |
| Nick határozott kérése ellenére Jess lemerészkedik az alagsorba, megkeresni a házmestert, mert úgy véli, Nick barkácsolása nem elég a dolgok megjavításához. Ezzel bajba keveri a fiúkat, mert Remy felmegy a lakásba, és meglát minden, nem engedélyezett változtatást, ráadásul eggyel többen laknak ott a kelleténél.                                                               |     |                                           |                   |                                                                                 |                                         |           |
| 13. | 13. | Valentin napi kaland (Valentine's Day)    | Tucker Gates      | Lesley Wake Webster                                                             | 2012. február 14. 2015. november 25.    | 6.47      |
| Mivel először van egyedül Valentin napon, Jess elhatározza, hogy felszed egy idegent, és arra kéri Schmidtet, kísérje el a pasivadászatra. Schmidt annyira komolyan veszi a feladatot, hogy Jess nem tud szabadulni tőle, ráadásul kiderül, a srácnak van barátnője, és a legalkalmatlanabb pillanatban meg is jelenik.                                                                |     |                                           |                   |                                                                                 |                                         |           |
| 14. | 14. | Bolhából elefántot (Bully)                | Dan Attias        | David Walpert                                                                   | 2012. február 21. 2015. november 26.    | 6.27      |
| Jess negpróbál fellépni egy bosszantó diákjával szemben, ám véletlenül tönkreteszi a tudományos bemutatóra épített szerkezetét. Julia elutazik, és küld ajándékba Nicknek egy kaktuszt. Nick teljesen bepánikol, mert úgy érzi, ez annak a jele, hogy Julia szakítani akar vele. Ebbe annyira beleéli magát, hogy a lány valóban nem lát más kiutat.                                   |     |                                           |                   |                                                                                 |                                         |           |
| 15. | 15. | Pánik a köbön (Injured)                   | Lynn Shelton      | Történet: Joe Port, Joe Wiseman és J. J. Philbin Forgatókönyv: J. J. Philbin    | 2012. március 6. 2015. november 27.     | 6.00      |
| Nick megsérül, és kiderül, hogy nincs egészségbiztosítása. Jess elviszi egy nőgyógyász barátnőjéhez, aki ellátja a sérülést, ám figyelmezteti, hogy meg kell nézetnie egy gyanús csomót a nyaktájékán. Nick bepánikol, hogy gyógyíthatatlan beteg. |     |                                           |                   |                                                                                 |                                         |           |
| 16. | 16. | Házimunka stop (Control)                  | Jesse Peretz      | Brett Baer és Dave Finkel                                                       | 2012. március 13. 2015. november 30.    | 5.74      |
| Jess rájön, hogy szinte minden házimunkát kizárólag Schmidt végez, és ráveszi, hogy sztrájkoljon, mert igazságtalannak tartja. A többiek hevesen tiltakoznak, és csakhamar Jess is belátja, hogy nem volt jó ötlet, mert az egész lakás ökoszisztémáját kibillentette az egyensúlyából.                                                                                                |     |                                           |                   |                                                                                 |                                         |           |
| 17. | 17. | Kis csodabogár (Fancyman (Part 1))        | Peyton Reed       | J. J. Philbin és Nick Adams                                                     | 2012. március 20. 2015. december 1.     | 5.18      |
| Jess randizni kezd az egyik kisdiákja nagyon jómódú és nagyon jóképű apjával. Eközben Nick új mobiltelefont vásárolna, de még az üzletben is csodabogárként tekintenek rá, hiszen olyan, mintha nem is ebben az évszázadban élne. |     |                                           |                   |                                                                                 |                                         |           |
| 18. | 18. | Randi randi hátán (Fancyman (Part 2))     | Matt Shakman      | Berkley Johnson & Kim Rosenstock                                                | 2012. március 27. 2015. december 2.     | 4.96      |
| Jess első randija nem sikerül valami jól, a második nagyon hamar véget ér. Lovagja azzal magyarázza, hogy már rég randizott, kijött a gyakorlatból. A magába roskadt Nicket barátai próbálják átsegíteni azon, hogy szakított Juliával. Winston rájön, hogy Schmidt viszonyt folytat Cecével.                                                                                          |     |                                           |                   |                                                                                 |                                         |           |
| 19. | 19. | Titkok és hazugságok (Secrets)            | David Wain        | Josh Malmuth                                                                    | 2012. április 3. 2015. december 3.      | 4.59      |
| Winston elmondja Nicknek Schmidt és Cece titkát, ő pedig beszámol róla Jessnek. Jess szóba sem akar állni barátnőjével, amiért titkolózott előtte. Nick fiatal lányokkal kezd randizni, de rájön, hogy ez nem az ő világa, ezért Schmidt segítségét kéri. |     |                                           |                   |                                                                                 |                                         |           |
| 20. | 20. | Családi kör (Normal)                      | Jesse Peretz      | Luvh Rakhe                                                                      | 2012. április 10. 2015. december 4.     | 5.23      |
| Jess meghívja Russelt, hogy aludjon nála, és ismerkedjen meg a lakótársaival. A fiúkat megkéri, hogy viselkedjenek normálisan. Winston munkát kap egy rádióadónál, de nem igazán olyat, amilyet elképzelt. Jess kérése ellenére Nick üzleti javaslatot tesz Russellnek. |     |                                           |                   |                                                                                 |                                         |           |
| 21. | 21. | A duzzogó (Kids)                          | Tristram Shapeero | Donick Cary és Lesley Wake Webster                                              | 2012. április 17. 2015. december 7.     | 5.22      |
| Jess vigyáz Russell kislányára a hétvégén, és találkozik volt feleségével is. A kislány beleszeret Nickbe, és egész nap sír meg duzzog, amiért azt mondják, túl fiatal hozzá. Schmidt és Cece pánikba esnek, mikor Cece azt hiszi, teherbe esett. Winston rádöbben, hogy házsártos, gonosz főnöke olyan, mint egy nagy gyerek.                                                         |     |                                           |                   |                                                                                 |                                         |           |
| 22. | 22. | Édes hármas (Tomatoes)                    | Michael Spiller   | David Walpert és Kim Rosenstock                                                 | 2012. április 24. 2015. december 8.     | 5.20      |
| Cece nem akarja belátni, hogy szereti Schmidtet, ezért felajánlja neki, hogy randizzon vonzó lakótársnőjével, ám csakhamar megbánja, és féltékenykedni kezd. Jess összehoz egy ebédet Russell volt feleségével, és kisebbségi érzése támad, mert úgy érzi, Ouli sokkal több, mint ő.                                                                                                   |     |                                           |                   |                                                                                 |                                         |           |
| 23. | 23. | Felmelegítve (Backslide)                  | Nanette Burstein  | David Quandt                                                                    | 2012. május 1. 2015. december 9.        | 4.40      |
| Jess és Nick összefutnak exeikkel. Nick még mindig nem felejtette el Caroline-t. Jess pedig elgondolkodik azon, hogy ad egy új esélyt Paulnak. A többiek azzal ugratják őket, hogy visszaesők, és hátra tekintenek, nem előre. Schmidt meglehetősen kényes egészségügy problémával küzd, Cece úgy dönt, elviszi őt az idősek otthonába, meglátogatni nagyanyját.                       |     |                                           |                   |                                                                                 |                                         |           |
| 24. | 24. | Sivatagi show (See Ya)                    | Michael Spiller   | Történet: Elizabeth Meriwether Forgatókönyv: Brett Baer és Dave Finkel          | 2012. május 8. 2015. december 10.       | 5.61      |
| Amikor Nick úgy dönt, Caroline-hoz költözik, a többiek rádöbbennek, mennyire fog hiányozni. A sors úgy hozza, hogy mindannyian kint rekednek a sivatagban, és Winston kénytelen megküzdeni félelmével, a sötétséggel. Cece és Schmidt kapcsolata fordulóponthoz érkezik. |     |                                           |                   |                                                                                 |                                         |           |

### Második évad (2012-13)
| Sor. | Év. | Cím                                      | Rendező           | Író                                                       | Premier                                | Nézettség |
| ---- | --- | ---------------------------------------- | ----------------- | --------------------------------------------------------- | -------------------------------------- | --------- |
| 25.  | 1.  | Újra akcióban (Re-Launch)                | Steve Pink        | Kay Cannon                                                | 2012. szeptember 25. 2016. március 24. | 5.35      |
| 26.  | 2.  | A vakrandi (Katie)                       | Larry Charles     | Elizabeth Meriwether                                      | 2012. szeptember 25. 2016. március 25. | 5.18      |
| 27.  | 3.  | Randipótlás (Fluffer)                    | Fred Goss         | J. J. Philbin                                             | 2012. október 2. 2016. március 28.     | 4.99      |
| 28.  | 4.  | Fiatalság, bolondság (Neighbors)         | Steve Pink        | Berkley Johnson                                           | 2012. október 9. 2016. március 29.     | 4.94      |
| 29.  | 5.  | Botcsinálta modell (Models)              | Eric Appel        | Josh Malmuth                                              | 2012. október 23. 2016. március 30.    | 5.16      |
| 30.  | 6.  | Halloween (Halloween)                    | Jesse Peretz      | David Iserson                                             | 2012. október 30. 2016. március 31.    | 4.75      |
| 31.  | 7.  | Egy kis hiszti (Menzies)                 | Jason Woliner     | Kim Rosenstock                                            | 2012. november 13. 2016. április 1.    | 4.35      |
| 32.  | 8.  | Szülőcsapda (Parents)                    | Jesse Peretz      | Ryan Koh                                                  | 2012. november 20. 2016. április 4.    | 4.11      |
| 33.  | 9.  | Ketyeg az óra (Eggs)                     | Neal Brennan      | Kay Cannon                                                | 2012. november 27. 2016. április 5.    | 4.12      |
| 34.  | 10. | A fürdőkád (Bathtub)                     | Tristram Shapeero | Donick Cary                                               | 2012. december 4. 2016. április 6.     | 4.10      |
| 35.  | 11. | Karácsonyi partidömping (Santa)          | Craig Zisk        | Luvh Rakhe                                                | 2012. december 11. 2016. április 8.    | 4.18      |
| 36.  | 12. | Hétvégi balhé (Cabin)                    | Alec Berg         | J. J. Philbin                                             | 2013. január 8. 2016. április 11.      | 3.78      |
| 37.  | 13. | Az öreg csibész (A Father's Love)        | Jake Kasdan       | Berkley Johnson és Josh Malmuth                           | 2013. január 15. 2016. április 12.     | 3.65      |
| 38.  | 14. | Gyilkos sorok (Pepperwood)               | Lynn Shelton      | Nick Adams                                                | 2013. január 22. 2016. április 13.     | 4.05      |
| 39.  | 15. | A csók (Cooler)                          | Max Winkler       | Rebecca Addelman                                          | 2013. január 29. 2016. április 15.     | 4.74      |
| 40.  | 16. | Indiai lesz a párom! (Table 34)          | Tristram Shapeero | David Iserson                                             | 2013. február 5. 2016. április 18.     | 4.83      |
| 41.  | 17. | Ha harc, hát legyen harc! (Parking Spot) | Fred Goss         | Rebecca Addelman                                          | 2013. február 19. 2016. április 19.    | 4.31      |
| 42.  | 18. | Illemhelyek versengése (TinFinity)       | Max Winkler       | Kim Rosenstock és Josh Malmuth                            | 2013. február 26. 2016. április 20.    | 4.29      |
| 43.  | 19. | A hal neve:Cece (Quick Hardening Caulk)  | Lorene Scafaria   | Történet: Brett Baer & Dave Finkel Forgatókönyv: Ryan Koh | 2013. március 19. 2016. április 22.    | 4.26      |
| 44.  | 20. | Különös temetés (Chicago)                | Jake Kasdan       | Luvh Rakhe                                                | 2013. március 26. 2016. április 25.    | 4.19      |
| 45.  | 21. | Az első randi (First Date)               | Lynn Shelton      | J. J. Philbin és Berkley Johnson                          | 2013. április 4. 2016. április 26.     | 4.77      |
| 46.  | 22. | Szinglibúcsúztatók (Bachelorette Party)  | Matt Sohn         | Kay Cannon és Sophia Lear                                 | 2013. április 9. 2016. április 27.     | 4.09      |
| 47.  | 23. | Kivel, hogyan, mikor? (Virgins)          | Alec Berg         | Elizabeth Meriwether                                      | 2013. április 30. 2016. április 28.    | 3.57      |
| 48.  | 24. | Szülinapi semmi (Winston's Birthday)     | Max Winkler       | Brett Baer és Dave Finkel                                 | 2013. május 7. 2016. április 29.       | 3.94      |
| 49.  | 25. | Esküvő szabotázs (Elaine's Big Day)      | Jake Kasdan       | Christian Magalhães és Bob Snow                           | 2013. május 14. 2016. május 2.         | 4.07      |

### Harmadik évad (2013-14)
| Sor. | Év. | Cím                                      | Rendező              | Író                               | Premier                             | Nézettség |
| ---- | --- | ---------------------------------------- | -------------------- | --------------------------------- | ----------------------------------- | --------- |
| 50.  | 1.  | Mindent vagy semmit (All In)             | Max Winkler          | Elizabeth Meriwether              | 2013. szeptember 17. 2016. május 3. | 5.53      |
| 51.  | 2.  | Hogyan legyünk népszerűek? (Nerd)        | Fred Goss            | Kay Cannon                        | 2013. szeptember 24. 2016. május 4. | 4.04      |
| 52.  | 3.  | Kettős játszma (Double Date)             | Max Winkler          | Luvh Rakhe                        | 2013. október 1. 2016. május 6.     | 3.85      |
| 53.  | 4.  | Magányos cica társat keres (The Captain) | Fred Goss            | J. J. Philbin                     | 2013. október 8. 2016. május 9.     | 3.96      |
| 54.  | 5.  | A doboz titka (The Box)                  | Andy Fleming         | Rob Rosell                        | 2013. október 15. 2016. május 10.   | 3.45      |
| 55.  | 6.  | A bálvány (Keaton)                       | David Katzenberg     | Dave Finkel és Brett Baer         | 2013. október 22. 2016. május 11.   | 3.74      |
| 56.  | 7.  | Mester (Coach)                           | Russ Alsobrook       | David Feeney                      | 2013. november 5. 2016. május 12.   | 3.85      |
| 57.  | 8.  | Kínai menük (Menus)                      | Trent O'Donnell      | Matt Fusfeld és Alex Cuthbertson  | 2013. november 12. 2016. május 13.  | 3.36      |
| 58.  | 9.  | Végtelen éjszaka (Longest Night Ever)    | Nicholas Jasenovec   | Ryan Koh                          | 2013. november 19. 2016. május 16.  | 3.26      |
| 59.  | 10. | Kegyes hazugság (Thanksgiving III)       | Max Winkler          | Josh Malmuth                      | 2013. november 26. 2016. május 17.  | 3.51      |
| 60.  | 11. | Menni vagy nem menni (Clavado En Un Bar) | Eric Appel           | Berkley Johnson                   | 2014. január 7. 2016. május 19.     | 3.20      |
| 61.  | 12. | Csalfa látszat (Basketsball)             | Lorene Scafaria      | Rebecca Addelman                  | 2014. január 14. 2016. május 20.    | 3.24      |
| 62.  | 13. | Sütiverseny (Birthday)                   | Richie Keen          | Kim Rosenstock                    | 2014. január 21. 2016. május 23.    | 3.75      |
| 63.  | 14. | Trükkös belépő (Prince)                  | Fred Goss            | David Feeney és Rob Rosell        | 2014. február 2. 2016. május 24.    | 26.30     |
| 64.  | 15. | Egy kis káosz (Exes)                     | Alex Hardcastle      | Nina Pedrad                       | 2014. február 4. 2016. május 25.    | 3.48      |
| 65.  | 16. | Zűrös tesó 2/1. (Sister)                 | Max Winkler          | Matt Fusfeld és Alex Cuthbertson  | 2014. február 11. 2016. május 26.   | 2.97      |
| 66.  | 17. | Zűrös tesó 2/2. (Sister II)              | Bill Purple          | Ryan Koh és Luvh Rakhe            | 2014. február 25. 2016. május 27.   | 2.84      |
| 67.  | 18. | A zűrös tesó lelép (Sister III)          | Jay Chandrasekhar    | Camilla Blackett                  | 2014. március 4. 2016. május 30.    | 2.93      |
| 68.  | 19. | Rövidtávú meló (Fired Up)                | Steve Welch          | Sophia Lear                       | 2014. március 11. 2016. május 31.   | 2.48      |
| 69.  | 20. | A költöztető brigád (Mars Landing)       | Lynn Shelton         | Josh Malmuth és Nina Pedrad       | 2014. március 25. 2016. június 1.   | 2.49      |
| 70.  | 21. | Hír hátán hír (Big News)                 | Steven Tsuchida      | Berkley Johnson és Kim Rosenstock | 2014. április 15. 2016. június 2.   | 2.19      |
| 71.  | 22. | Bulifelügyelők (Dance)                   | Trent O'Donnell      | Rebecca Addelman és Ryan Koh      | 2014. április 2. 2016. június 3.    | 2.20      |
| 72.  | 23. | A romantika csomag (Cruise)              | Elizabeth Meriwether | Luvh Rakhe és Rob Rosell          | 2014. május 6. 2016. június 6.      | 2.40      |

### Negyedik évad (2014-15)
| Sor. | Év. | Cím                                             | Rendező           | Író                               | Premier                                | Nézettség   |
| ---- | --- | ----------------------------------------------- | ----------------- | --------------------------------- | -------------------------------------- | ----------- |
| 73.  | 1.  | Esküvői párvadászat (The Last Wedding)          | Trent O'Donnell   | J. J. Philbin                     | 2014. szeptember 16. 2017. október 17. | 3,04 millió |
| 74.  | 2.  | A randizás művészete (Dice)                     | Lynn Shelton      | Matt Fusfeld & Alex Cuthbertson   | 2014. szeptember 23. 2017. október 18. | 2,35 millió |
| 75.  | 3.  | Ami sok, az sok! (Julie Berkman's Older Sister) | Fred Goss         | Nina Pedrad                       | 2014. szeptember 30. 2017. október 20. | 2,37 millió |
| 76.  | 4.  | Férfimodell kerestetik (Micro)                  | Jay Chandrasekhar | Josh Malmuth                      | 2014. október 7. 2017. október 20.     | 2,61 millió |
| 77.  | 5.  | Akasztják a hóhért (Landline)                   | Trent O'Donnell   | Rob Rosell                        | 2014. október 14. 2017. október 23.    | 2,26 millió |
| 78.  | 6.  | Egy kis pánik (Background Check)                | Lorene Scafaria   | Rebecca Addelman                  | 2014. november 4. 2017. október 24.    | 3,38 millió |
| 79.  | 7.  | Színjáték (Goldmine)                            | Russ Alsobrook    | Berkley Johnson                   | 2014. november 11. 2017. október 25.   | 3,04 millió |
| 80.  | 8.  | Tanár tréning (Teachers)                        | Trent O'Donnell   | Kim Rosenstock                    | 2014. november 18. 2017. október 26.   | 2,83 millió |
| 81.  | 9.  | Hálaadás új köntösben (Thanksgiving IV)         | Fred Goss         | David Feeney                      | 2014. november 25. 2017. október 27.   | 2,77 millió |
| 82.  | 10. | Ha harc, hát legyen harc! (Girl Fight)          | Bill Purple       | Danielle Sanchez-Witzel           | 2014. december 2. 2017. október 30.    | 3,00 millió |
| 83.  | 11. | Reptéri karácsony (LAXmas)                      | Trent O'Donnell   | Matt Fusfeld & Alex Cuthbertson   | 2014. december 9. 2017. október 31.    | 3,28 millió |
| 84.  | 12. | Cápák (Shark)                                   | Alex Hardcastle   | Jacob Brown & Rob Rosell          | 2015. január 6. 2017. november 1.      | 3,19 millió |
| 85.  | 13. | Coming Out (Coming Out)                         | Bill Purple       | Sophia Lear                       | 2015. január 13. 2017. november 3.     | 2,90 millió |
| 86.  | 14. | Kettő az egyben (Swuit)                         | Trent O'Donnell   | Noah Garfinkel                    | 2015. február 3. 2017. november 3.     | 2,96 millió |
| 87.  | 15. | Kocsmatúra (The Crawl)                          | Jay Chandrasekhar | Kim Rosenstock                    | 2015. február 10. 2017. november 6.    | 2,71 millió |
| 88.  | 16. | Füstbe ment terv (Oregon)                       | Russ Alsobrook    | Nina Pedrad                       | 2015. február 17. 2017. november 7.    | 3,08 millió |
| 89.  | 17. | Ex újratöltve (Spiderhunt)                      | Steve Welch       | Berkley Johnson                   | 2015. február 24. 2017. november 8.    | 2,85 millió |
| 90.  | 18. | Másnaposok (Walk of Shame)                      | Christine Gernon  | Danielle Sanchez-Witzel           | 2015. március 3. 2017. november 9.     | 2,53 millió |
| 91.  | 19. | Üzenni veszélyes (The Right Thing)              | Erin O'Malley     | Matt Fusfeld & Alex Cuthbertson   | 2015. március 31. 2017. november 10.   | 2,32 millió |
| 92.  | 20. | Ügyi-fogyi taktika (Par 5)                      | Trent O'Donnell   | Lamorne Morris & Rob Rosell       | 2015. április 7. 2017. november 13.    | 2,14 millió |
| 93.  | 21. | Bugyi gate (Panty Gate)                         | Reginald Hudlin   | David Feeney & Veronica McCarthy  | 2015. április 28. 2017. november 14.   | 2,07 millió |
| 94.  | 22. | A bögre titka (Clean Break)                     | Trent O'Donnell   | Rebecca Addelman & Kim Rosenstock | 2015. május 5. 2017. november 15.      | 2,22 millió |

### Ötödik évad (2016)
| Sor. | Év. | Cím                          | Rendező              | Író                             | Premier                             | Nézettség   |
| ---- | --- | ---------------------------- | -------------------- | ------------------------------- | ----------------------------------- | ----------- |
| 95.  | 1.  | Big Mama P                   | Erin O'Malley        | Berkley Johnson                 | 2016. január 5. 2017. december 29.  | 3,33 millió |
| 96.  | 2.  | What About Fred              | Eric Appel           | Matt Fusfeld & Alex Cuthbertson | 2016. január 12. 2017. december 29. | 3,25 millió |
| 97.  | 3.  | Jury Duty                    | Trent O'Donnell      | Josh Malmuth & Nina Pedrad      | 2016. január 19. 2017. december 30. | 2,95 millió |
| 98.  | 4.  | No Girl                      | Elizabeth Meriwether | Rob Rosell                      | 2016. január 26. 2017. december 30. | 2,84 millió |
| 99.  | 5.  | Bob & Carol & Nick & Schmidt | Jake Johnson         | Rob Rosell                      | 2016. február 2. 2018. január 1.    | 2,94 millió |
| 100. | 6.  | Reagan                       | Trent O'Donnell      | Kim Rosenstock                  | 2016. február 9. 2018. január 2.    | 3,10 millió |
| 101. | 7.  | Wig                          | Christine Gernon     | David Feeney                    | 2016. február 16. 2018. január 2.   | 2,80 millió |
| 102. | 8.  | The Decision                 | Trent O'Donnell      | Luvh Rakhe                      | 2016. február 23. 2018. január 2.   | 2,68 millió |
| 103. | 9.  | Heat Wave                    | Erin O'Malley        | Matt Fusfeld & Alex Cuthbertson | 2016. március 1. 2018. január 3.    | 2,62 millió |
| 104. | 10. | Goosebumps Walkaway          | Trent O'Donnell      | Berkley Johnson                 | 2016. március 8. 2018. január 3.    | 2,65 millió |
| 105. | 11. | The Apartment                | Christine Gernon     | Nina Pedrad                     | 2016. március 15. 2018. január 3.   | 2,30 millió |
| 106. | 12. | D-Day                        | Michael Schultz      | Josh Malmuth                    | 2016. március 22. 2018. január 4.   | 2,25 millió |
| 107. | 13. | Sam, Again                   | Steve Welch          | Ethan Sandler & Adrian Wenner   | 2016. március 29. 2018. január 4.   | 2,21 millió |
| 108. | 14. | 300 Feet                     | Trent O'Donnell      | Sophia Lear                     | 2016. április 12. 2018. január 4.   | 2,65 millió |
| 109. | 15. | Jeff Day                     | Jay Chandrasekhar    | Joe Wengert                     | 2016. április 19. 2018. január 5.   | 1,92 millió |
| 110. | 16. | Helmet                       | Josh Greenbaum       | Sarah Nevada Smith              | 2016. április 19. 2018. január 5.   | 1,92 millió |
| 111. | 17. | Road Trip                    | Trent O'Donnell      | Noah Garfinkel                  | 2016. április 26. 2018. január 5.   | 2,42 millió |
| 112. | 18. | A Chill Day In               | Erin O'Malley        | Sarah Tapscott                  | 2016. április 26. 2018. január 6.   | 1,87 millió |
| 113. | 19. | Dress                        | Trent O'Donnell      | David Feeney & Josh Malmuth     | 2016. május 3. 2018. január 6.      | 2,27 millió |
| 114. | 20. | Return to Sender             | Russ Alsobrook       | Veronica McCarthy               | 2016. május 3. 2018. január 8.      | 1,88 millió |
| 115. | 21. | Wedding Eve                  | Trent O'Donnell      | Nina Pedrad & Kim Rosenstock    | 2016. május 10. 2018. január 8.     | 2,34 millió |
| 116. | 22. | Landing Gear                 | Erin O'Malley        | Luvh Rakhe                      | 2016. május 10. 2018. január 8.     | 2,17 millió |

### Hatodik évad (2016-17)
| Sor. | Év. | Cím                   | Rendező           | Író                             | Premier                                | Nézettség   |
| ---- | --- | --------------------- | ----------------- | ------------------------------- | -------------------------------------- | ----------- |
| 117. | 1.  | House Hunt            | Zooey Deschanel   | Luvh Rakhe                      | 2016. szeptember 20. 2018. május 26.   | 2,31 millió |
| 118. | 2.  | Hubbedy Bubby         | Steve Welch       | Sarah Tapscott                  | 2016. szeptember 27. 2018. május 26.   | 2,03 millió |
| 119. | 3.  | Single and Sufficient | Michael Schultz   | Kim Rosenstock & Joe Wengert    | 2016. október 4. 2018. június 2.       | 2,03 millió |
| 120. | 4.  | Homecoming            | Trent O'Donnell   | Matt Fusfeld & Alex Cuthbertson | 2016. október 11. 2018. június 9.      | 1,95 millió |
| 121. | 5.  | Jaipur Aviv           | Erin O'Malley     | Berkley Johnson                 | 2016. október 18. 2018. június 16.     | 1,81 millió |
| 122. | 6.  | Ready                 | Trent O'Donnell   | Noah Garfinkel                  | 2016. november 15. 2018. június 23.    | 1,94 millió |
| 123. | 7.  | Last Thanksgiving     | Trent O'Donnell   | Joni Lefkowitz                  | 2016. november 22. 2018. június 30.    | 1,76 millió |
| 124. | 8.  | James Wonder          | Trent O'Donnell   | Ethan Sandler & Adrian Wenner   | 2016. november 29. 2018. július 7.     | 1,81 millió |
| 125. | 9.  | Es Good               | Trent O'Donnell   | Rob Rosell                      | 2016. december 6. 2018. július 14.     | 1,73 millió |
| 126. | 10. | Christmas Eve Eve     | Trent O'Donnell   | Sophia Lear                     | 2016. december 13. 2018. július 21.    | 1,62 millió |
| 127. | 11. | Raisin's Back         | Dana Fox          | Toni Marie Heron                | 2017. január 3. 2018. július 28.       | 2,48 millió |
| 128. | 12. | The Cubicle           | Jay Chandrasekhar | Kim Rosenstock                  | 2017. január 10. 2018. augusztus 4.    | 2,48 millió |
| 129. | 13. | Cece's Boys           | Trent O'Donnell   | Joe Wengert                     | 2017. január 17. 2018. augusztus 11.   | 2,37 millió |
| 130. | 14. | The Hike              | Josh Greenbaum    | Sarah Tapscott                  | 2017. január 24. 2018. augusztus 18.   | 2,35 millió |
| 131. | 15. | Glue                  | Trent O'Donnell   | Marquita J. Robinson            | 2017. február 7. 2018. augusztus 25.   | 2,23 millió |
| 132. | 16. | Operation: Bobcat     | Steve Welch       | Lamar Woods                     | 2017. február 14. 2018. szeptember 1.  | 2,13 millió |
| 133. | 17. | Rumspringa            | Josh Greenbaum    | Sophia Lear & Noah Garfinkel    | 2017. február 21. 2018. szeptember 8.  | 2,25 millió |
| 134. | 18. | Young Adult           | Jay Chandrasekhar | Jason Daugherity                | 2017. február 28. 2018. szeptember 15. | 2,09 millió |
| 135. | 19. | Socalyalcon VI        | Trent O'Donnell   | Berkley Johnson                 | 2017. március 14. 2018. szeptember 22. | 1,79 millió |
| 136. | 20. | Misery                | Erin O'Malley     | Luvh Rakhe                      | 2017. március 21. 2018. szeptember 29. | 1,98 millió |
| 137. | 21. | San Diego             | Trent O'Donnell   | David Feeney & Rob Rosell       | 2017. március 28. 2018. október 6.     | 2,16 millió |
| 138. | 22. | Five Stars for Beezus | Erin O'Malley     | Elizabeth Meriwether            | 2017. április 4. 2018. október 13.     | 2 millió    |

### Hetedik évad (2018)
| Sor. | Év. | Cím                           | Rendező           | Író                                                                | Premier                             | Nézettség   |
| ---- | --- | ----------------------------- | ----------------- | ------------------------------------------------------------------ | ----------------------------------- | ----------- |
| 139. | 1.  | About Three Years Later       | Erin O'Malley     | Berkley Johnson                                                    | 2018. április 10. 2018. december 1. | 1,83 millió |
| 140. | 2.  | Tuesday Meeting               | Josh Greenbaum    | Sarah Tapscott                                                     | 2018. április 17. 2018. december 1. | 1,58 millió |
| 141. | 3.  | Lillypads                     | Trent O'Donnell   | J. J. Philbin                                                      | 2018. április 24. 2018. december 1. | 1,51 millió |
| 142. | 4.  | Where the Road Goes           | Michael Schultz   | Noah Garfinkel                                                     | 2018. május 1. 2018. december 1.    | 1,33 millió |
| 143. | 5.  | Godparents                    | Lamorne Morris    | Lamar Woods                                                        | 2018. május 8. 2018. december 8.    | 1,32 millió |
| 144. | 6.  | Mario                         | Jay Chandrasekhar | Joe Wengert                                                        | 2018. május 8. 2018. december 8.    | 1,32 millió |
| 145. | 7.  | The Curse of the Pirate Bride | Josh Greenbaum    | Ann Kim                                                            | 2018. május 15. 2018. december 8.   | 1,47 millió |
| 146. | 8.  | Engram Pattersky              | Erin O'Malley     | Történet: Dave Finkel & Brett Baer Tévéjáték: Elizabeth Meriwether | 2018. május 22. 2018. december 8.   | 1,47 millió |